# Cydosia punctistriga
Cydosia punctistriga är en fjärilsart som beskrevs av William Schaus 1904. Cydosia punctistriga ingår i släktet Cydosia och familjen nattflyn. Inga underarter finns listade i Catalogue of Life.